# Szostaki (powiat biłgorajski)
Szostaki – wieś w Polsce położona w województwie lubelskim, w powiecie biłgorajskim, w gminie Łukowa. Leży nad Tanwią.
W latach 1975–1998 miejscowość należała administracyjnie do województwa zamojskiego. 
Wieś jest sołectwem w gminie Łukowa. Według Narodowego Spisu Powszechnego z roku 2011 wieś liczyła 71 mieszkańców i była piątą co do liczby ludności miejscowością gminy.
Wierni Kościoła rzymskokatolickiego należą do parafii Narodzenia Najświętszej Maryi Panny w Chmielku.

## Historia
Szostaki w  wieku XIX opisano jako wieś w  powiecie biłgorajskim, gminie i parafii Łukowa. W 1827 roku spis wykazał 5 domów i 49 mieszkańców.